# 姜全我
姜全我（1883年—1945年）又名晓峰，奉天省金县人。中华民国军事将领、满洲国政治人物。

## 生平
姜全我历任依兰镇守使署参谋长兼奉天陆军第四旅参谋长、奉天保甲总办公所参议、安东警察厅长、奉天省防军团长等职务。
九一八事变后，他出任安东商埠公安局局长。1938年，他任奉天警察厅厅长。1939年，他任新京特别市的首都警察总监。1941年6月任通化省省长。1943年9月任热河省省长。
1945年，姜全我病逝。